# Arkadi Vorobiov
Arkadi Vorobiov (n. 3 octombrie 1924, Täteş⁠(d), RSFS Rusă, URSS – d. 22 decembrie 2012, Moscova, Rusia) a fost un halterofil ce a reprezentat Rusia, medaliat olimpic. A participat la 3 ediții ale Jocurilor Olimpice (1952, 1956, 1960) în care a câștigat două medalii de aur și o medalie de bronz.